# Cannon County
Cannon County ist ein County im Bundesstaat Tennessee der Vereinigten Staaten. Das U.S. Census Bureau hat bei der Volkszählung 2020 eine Einwohnerzahl von 14.506 ermittelt. Der Verwaltungssitz (County Seat) ist Woodbury, das nach General Levi Woodbury, dem Marineminister unter Präsident Andrew Jackson benannt wurde.

## Geographie
Das County liegt etwas östlich des geographischen Zentrums von Tennessee und hat eine Fläche von 688 Quadratkilometern ohne nennenswerte Wasserfläche. Es grenzt im Uhrzeigersinn an die Countys DeKalb County, Warren County, Coffee County, Rutherford County und Wilson County.

## Geschichte
Cannon County wurde am 31. Januar 1836 aus Teilen des Coffe County, Rutherford County, Warren County und Wilson County gebildet. Benannt wurde es nach Newton Cannon, einem Gouverneur von Tennessee.

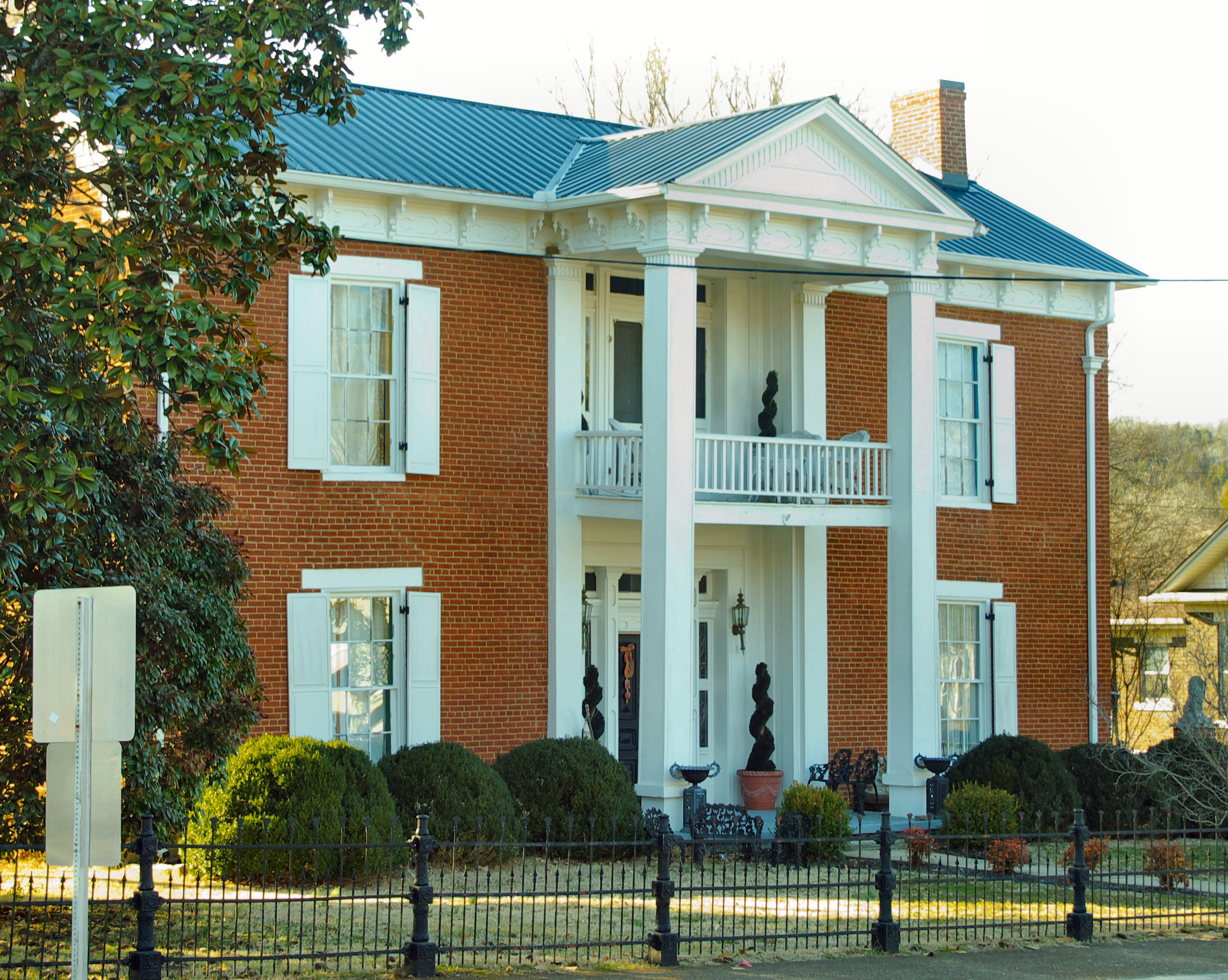
Das Baptist Female College-Adams House ist einer von sieben Einträgen des Countys im NRHP.

Sieben Bauwerke und Stätten des Countys sind im National Register of Historic Places (NRHP) eingetragen (Stand 10. August 2018).

## Demografische Daten

Alterspyramide Cannon County

Nach der Volkszählung im Jahr 2000 lebten im Cannon County 12.826 Menschen in 4.998 Haushalten und 3.643 Familien. Die Bevölkerungsdichte betrug 19 Einwohner pro Quadratkilometer. Ethnisch betrachtet setzte sich die Bevölkerung zusammen aus 96,87 Prozent Weißen, 1,46 Prozent Afroamerikanern, 0,33 Prozent amerikanischen Ureinwohnern, 0,12 Prozent Asiaten, 0,02 Prozent Bewohnern aus dem pazifischen Inselraum und 0,40 Prozent aus anderen ethnischen Gruppen; 0,81 Prozent stammten von zwei oder mehr Ethnien ab. 1,22 Prozent der Bevölkerung waren spanischer oder lateinamerikanischer Abstammung.
Von den 4.998 Haushalten hatten 33,3 Prozent Kinder und Jugendliche unter 18 Jahre, die bei ihnen lebten. 58,6 Prozent waren verheiratete, zusammenlebende Paare, 9,9 Prozent waren allein erziehende Mütter und 27,1 Prozent waren keine Familien. 24,3 Prozent waren Singlehaushalte und in 10,9 Prozent lebten Personen im Alter von 65 Jahren oder darüber. Die Durchschnittshaushaltsgröße betrug 2,53 und die durchschnittliche Haushaltsgröße betrug 2,99 Personen.
25,4 Prozent der Bevölkerung waren unter 18 Jahre alt, 8,3 Prozent zwischen 18 und 24, 28,9 Prozent zwischen 25 und 44, 23,7 Prozent zwischen 45 und 64 und 13,7 Prozent waren älter als 65. Das Durchschnittsalter betrug 37 Jahre. Auf 100 weibliche Personen kamen statistisch 96,3 männliche Personen und auf 100 Frauen im Alter von 18 Jahren und darüber kamen 93,2 Männer.
Das jährliche Durchschnittseinkommen eines Haushalts betrug 32.809 USD, das Durchschnittseinkommen der Familien betrug 38.424 USD. Männer hatten ein Durchschnittseinkommen von 28.659 USD, Frauen 21.489 USD. Das Prokopfeinkommen betrug 16.405 USD. 9,6 Prozent der Familien und 12,8 Prozent der Einwohner lebten unterhalb der Armutsgrenze.